# جهان‌های خصوصی
جهان‌های خصوصی (به انگلیسی: Private Worlds) فیلمی درام به مدت ۸۴ دقیقه به کارگردانی گرگوری لا کاوا با بازی کلودت کولبرت محصول سال ۱۹۳۵ است.